# Ohnivé ženy se vracejí
Ohnivé ženy se vracejí je československá televizní komedie z roku 1987 režírovaná Zdeňkem Podskalským. Jde o volné pokračování komedie Ohnivé ženy.

## Děj
Pan Vomáčka v hospodě u piva vypráví o Martě, Magdaléně a Jankovi. Vyprávění poslouchá i příslušník VB. Mezitím se v muzeu připravuje výměna obrazu, kterou organizuje manželka zástupce ředitele muzea paní Marčálová, pan Jandák a jeho přítelkyně Božena. Božena ví, že jí je Jandák nevěrný s paní Marčálovou. Do muzea k večeru přichází fotograf Říha v doprovodu zástupce ředitele muzea Marčála. Říha si prohlíží muzeum a pověsí si fotoaparát na plynový kohout. Při přebírání fotoaparátu kohoutem neúmyslně otočí a v muzeu začne unikat plyn. Za Říhou a Marčálem přijde Božena a Říha s ní odchází do hospody, kde se ji snaží svést.
Do muzea v noci přichází paní Marčálová, Jandák a Vašek s kopií obrazu. Dojde k výbuchu. Paní Marčálová a Jandák zahynou a Vašek uteče. Marta a Magdaléna tak mají těla, Marta vklouzne do těla paní Marčálové a Magdaléna do těla pana Jandáka (neuvědomí si, že jde o mužské tělo). Do hospody ve městě přijdou obyvatelé města s tím, že v muzeu hoří. Božena z hospody volá Vaškovi. Záchranáři odvezou Martu v těle paní Marčálové a Magdalénu v těle Jandáka do nemocnice. Když se na ně jde ráno podívat lékařka, je překvapená, že jsou obě ženy živé. Magdaléna je vyděšená z toho, že je v mužském těle. Do nemocnice přichází Marčál v domnění, že jeho žena je po smrti, ale lékařka ho ujišťuje o opaku. Jdou spolu na pokoj za oběma ženami. Martě se Marčál líbí. Marčál Martě vysvětluje, že v muzeu byla s Jandákem kvůli tomu, že prováděli expertízu historického nábytku. Říha přichází do muzea. Příslušníci ho nechtějí vpustit, ale major ho vpustí s tím, že nemají fotografa, takže chce, aby Říha místo nafotil. Na Říhu málem spadne omítka, tak vezme do ruky první věc, na kterou je možné psát a napíše na ní informaci o tom, že padá omítka a přiloží ji na zeď. Onou věcí je zabalená kopie obrazu, který měl být vyměněn. Majorovi vysvětluje že muzeum se nachází v prostoru bývalé šatlavy a že on se zajímá o osudy lidí v šatlavě zavřených.
Martu a Magdalénu v nemocnici vyslýchá příslušník VB. Poté jsou odvezeny do obchodu se starožitnostmi. V obchodu se starožitnostmi je Vašek, který se diví, že jsou oba na živu. Magdaléně se Vašek líbí, tak se ho snaží svádět, ale neuvědomuje si, že je v mužském těle, takže Vašek raději uteče. Do obchodu přichází muž prodávající koryto. Marta a Magdaléna opustí těla a jdou se podívat, co se děje v muzeu. Panu Marčálovi je voláno, že jeho žena zemřela. Marčál proto jde do obchodu. Dříve než přijde se však Marta i Magdaléna vrátí do těl. Marta odchází s Marčálem k němu domů. V obchodu je i Božena a přichází Říha. Pochopí, že Jandák (Magdaléna) o Boženu nemá zájem, tak se ho zeptá, jestli by mu nevadilo, kdyby on zájem měl. Říha opět svádí Boženu a vypráví jí o tom, že kdysi znal příjemnou kuchařku. Magdaléna se dovtípí, že v těle Říhy je Jankova duše.
Marta se u Marčála doma převlékne do podle ní příjemnějších šatů a snaží se Marčála svádět. Protože se jí to nedaří, uvaří mu nápoj, po kterém ale Marčál dostane průjem. Následující den do obchodu opět přichází muž prodávající koryto. Marta s Magdalénou se rozhodnou ověřit si na něm, jestli jsou v současnosti cenné historické věci nebo nové věci. Marta se zeptá, kolik by muž za koryto chtěl, a on odpoví nízkou částkou. Marta s Magdalénou z toho vydedukují, že cenné jsou tedy věci nové a staré, že jsou bezcenné. Opustí tedy těla a jsou se podívat do muzea. V muzeu je právě Říha a chce si vyfotit obraz. Je k tomu vhodný okamžik, protože je vypnuté zabezpečovací zařízení. Marčál vyndává z trezoru obraz a Říha si ho chce vyfotit. Asistuje mu Božena. Marčálovi je voláno, že jeho žena je v bezvědomí, proto z muzea odchází. Kvůli osvětlení si Říha chce obraz podložit, proto si vezme desku s upozorněním na padající omítku. Když z desky sundá papírový obal, zjistí, že se jedná o kopii obrazu. Po chvíli si Božena není jistá, který obraz je pravý, ale Říha to odhadne dobře a pravý obraz je vrácen do trezoru. Marta s Magdalénou se musí vrátit do obchodu, ale Magdaléna se rozhodne do Jandákova těla již nevrátit. Muž prodávající koryto je zdrcen z toho, že Jandák zemřel.
Marta připraví plán a v noci jde do muzea. Tam vezme původní obraz, čímž aktivuje zabezpečovací zařízení. Do rána Marta zůstává pod dozorem v muzeu, neboť nechce mluvit. Rozmluví se, až když ráno přijde major a pan Marčál. Při vyšetřování v muzeu Marta vypráví, jak je její manžel schopný, že nechal vyměnit původní starý nábytek za nový, a na potvrzení svých slov ukazuje originál obrazu a jeho kopii. Pan Říha (Janek) říká Martě, že ho napadá, že Marta bude mít problém a společně odcházejí a opouštějí svá těla. Scházejí se s Magdalénou. Jsou rozhodnuti, že v těchto tělech žít nechtějí, protože to nejsou dobrá těla.

## Obsazení
| Jana Hlaváčová          | vdova po parukáři Marta majitelka starožitnictví Mančálová |
| Dagmar Veškrnová        | farská kuchařka Magdalena Karel Jandák                     |
| Otto Šimánek            | fotograf Říha (vtělený medicus Janek)                      |
| Leoš Suchařípa          | zástupce ředitele muzea Mančál                             |
| Jaroslava Kretschmerová | zaměstnankyně muzea Božena Suchomelová                     |
| Miroslav Vladyka        | příslušník VB Miloš                                        |
| Ota Sklenčka            | kronikář Vomáčka                                           |
| Michal Pešek            | Vašek, bratr Boženy                                        |
| Ladislav Trojan         | major Karas                                                |
| Karel Roden             | medicus Janek                                              |
| Daniela Kolářová        | MUDr. Stará                                                |
| Jana Eichlerová         | zdravotní sestra                                           |
| Vlastimil Bedrna        | karbaník v hospodě                                         |
| Bořík Procházka         | karbaník v hospodě                                         |
| Bohuslav Čáp            | karbaník v hospodě                                         |
| Ladislav Gerendáš       | zákazník prodávající starožitné koryto                     |
| Břetislav Slováček      | znalec                                                     |
| Karel Hovorka st.       | znalec                                                     |
| Miroslav Šnajdr         | znalec                                                     |
| Petr Pospíchal          | zaměstnanec pohřebního ústavu                              |
| Petr Svárovský          | lékař záchranky                                            |

## Tvůrci a štáb
- Režie: Zdeněk Podskalský
- Scénář: Hermína Franková
- Dramaturg: Jana Dudková
- Hlavní kameraman: Vladimír Holomek
- Vedoucí výrobního štábu: Jiřina Pokorná
- Hudba: Vítězslav Hádl
- Hudební režie: Vadim Petrov ml.
- Výtvarník scény: Leopold Zeman
- Výtvarník kostýmů: Irena Greifová
- Zvuk: Hugo Markes
- Střih: Jana Malásková
- Kameramani: Stanislav Benc, Miloš Horák, Vladimír Dousek
- Masky: Josef Adamička, Zuzana Báťková
- Skript: Zuzana Folkertová
- Asistent režie: Michaela Menšíková
- Pomocná režie: Zuzana Fialová

## Produkční a technické údaje
- Premiéra: 28. březen 1987, I. program Československé televize (od 21:20)
- Výroba: Československá televize Praha, Hlavní redakce dramatických pořadů, © 1986
- Barva: barevný
- Jazyk: čeština
- Délka: cca 64 minut
- Formát obrazu: 4:3